# Uys Krige
Pour les articles homonymes, voir Krige.
Mattheus Uys Krige (4 février 1910 - 10 août 1987) est un écrivain, un poète, un traducteur, un correspondant de guerre et un joueur de rugby à XV sud-africain, issu de la communauté afrikaner.

## Biographie
Uys Krige est né à Bontebokskloof, près de Swellendam, dans la province du Cap. Il est le fils de Japie Krige, célèbre joueur de rugby. 
Après des études à l'université de Stellenbosch, il part vivre en Europe et réside de 1931 à 1935 en France et en Espagne. Il joue dans l'équipe de rugby de Toulon. 
À son retour en Afrique du Sud en 1935, il commence une carrière de journaliste au quotidien Rand Daily Mail. De 1936 à 1939, il est de nouveau en Espagne où il participe aux combats du côté des républicains espagnols. Il épouse en 1937 l'actrice Lydia Lindeque.
Durant la Seconde Guerre mondiale, il est correspondant de guerre au sein de l'armée sud-africaine en Afrique du Nord. Capturé par les troupes allemandes en 1941, il est envoyé en Italie comme prisonnier de guerre. Il passe deux ans dans un camp avant de s'en évader en septembre 1943. 
De retour en Afrique du Sud en 1946, il consacre sa carrière à l'écriture. Auteur de récits, d'essais et de poèmes en anglais et en afrikaans, il fait partie du mouvement des Dertigers. Il traduit en afrikaans de nombreux textes de Shakespeare, des poèmes de Federico García Lorca, Pablo Neruda et Lope de Vega, ainsi que des ouvrages de Baudelaire, François Villon et Paul Éluard.
En 1958, il est fait docteur honoris causa de l'université du Natal puis des universités de Rhodes et de Stellenbosch. 
Uys Krige est décédé près du village d'Hermanus, dans la province du Cap.

## Poèmes
- Kentering, 1935
- Rooidag, 1940
- Oorlogsgedigte, 1942
- Hart sonder hawe, 1949
- Ballade van die groot begeer, 1960
- Vooraand, 1964

## Ouvrages
- Die palmboom, 1940
- The dream and the desert, 1953

## Récits de voyage et correspondances de guerre
- The way out, 1946
- Sol y sombra, 1948
- Ver in die wêreld, 1951
- Sout van die aarde, 1961

## Pièces de théâtre
- Magdalena Retief, 1938
- Die goue kring, 1956
- Die wit muur (le mur blanc), 1940
- Alle paaie gaan na Rome (tous les chemins mènent à Rome), 1949
- Die sluipskutter (the sniper), 1951 (1962)